# Lytta intricata
Lytta intricata es una especie de coleóptero de la familia Meloidae.

## Distribución geográfica
Habita en México.